# 29 kwietnia
29 kwietnia jest 119. (w latach przestępnych 120.) dniem w kalendarzu gregoriańskim. Do końca roku pozostaje 246 dni.

## Święta
- Imieniny obchodzą: Angelina, Antonia, Augustyn, Bogusław, Emilian, Ermentruda, Hugo, Hugon, Katarzyna, Krystyn, Myślimir, Paulin, Piotr, Robert, Roberta, Ryta, Sewer, Tertulia i Tychik
- Japonia – Dzień Ziemi
- Polska – Dzień Męczeństwa Duchowieństwa Polskiego[1]
- Międzynarodowe:
  - Międzynarodowy Dzień Tańca (pod patronatem Międzynarodowego Instytutu Teatralnego i UNESCO)
  - Dzień Pamięci o Ofiarach Wojen Chemicznych (Organizacja ds. Zakazu Broni Chemicznej (OPCW), ONZ)
- Wspomnienia i święta w Kościele katolickim[2][3] obchodzą:
  - św. Katarzyna ze Sieny (dziewica, doktor Kościoła, patronka Europy, tancerka)
  - św. Piotr z Werony (męczennik)
  - św. Tychik (uczeń św. Pawła)
  - bł. Maria Magdalena od Wcielenia (zakonnica)

## Wydarzenia w Polsce
- 1520 – Wojna polsko-krzyżacka (1519–1521): wojska hetmana wielkiego koronnego Mikołaja Firleja zdobyły, po dwóch tygodniach oblężenia, miasto oraz zamek w Pasłęku. Dowódcy krzyżaccy, Georg Witramsdorf i Philipp Greussing, podpisali akt kapitulacji, a 300 zaciężnych żołnierzy krzyżackich trafiło do niewoli.
- 1648 – Powstanie Chmielnickiego: rozpoczęła się bitwa nad Żółtymi Wodami.
- 1656 – Potop szwedzki: w odwecie za otwarcie bram miasta przed Szwedami, w nocy z 28 na 29 kwietnia polskie wojska spaliły Leszno.
- 1744 – Poświęcono kościół św. Katarzyny w Będzinie.
- 1831 – Powstanie listopadowe: zwycięstwo powstańców w bitwie pod Kiejdanami.
- 1848:
  - We Lwowie powstała kolaboracyjna Rada Przyboczna, będąca ciałem doradczym przy gubernium zarządzanym przez austriackiego gubernatora Franza Stadiona.
  - Wojska pruskie pokonały powstańców wielkopolskich w bitwie pod Książem.
- 1863 – Powstanie styczniowe: porażka powstańców w bitwie pod Brdowem.
- 1865 – We wsi Krasnodęby-Sypytki koło Sokołowa Podlaskiego został schwytany dowódca ostatniego oddziału walczącego z Rosjanami po upadku powstania styczniowego – ksiądz Stanisław Brzóska oraz jego adiutant Franciszek Wilczyński.
- 1919 – Sejm Ustawodawczy ustanowił Święto Narodowe Trzeciego Maja.
- 1923 – Otwarto tymczasowy port wojenny i schronisko dla rybaków w Gdyni.
- 1924:
  - Marka polska została zastąpiona złotym polskim jako obowiązującą walutą narodową.
  - Minister spraw wojskowych gen. Władysław Sikorski przemianował wszystkie instytucje, formacje i zakłady noszące w nazwie miano „jazda” na „kawaleria”, oraz rozkazał nanieść odpowiednie poprawki w rozkazach, rozporządzeniach, instrukcjach itp.
- 1926 – Po raz pierwszy odegrano publicznie hejnał Torunia.
- 1928 – Z oficjalną wizytą do Polski przybył król Afganistanu – Amanullah Chan wraz z małżonką Suriją.
- 1933 – W Krakowie wyrokiem 8 lat pozbawienia wolności zakończył się drugi proces guwernantki Rity Gorgonowej, oskarżonej o zabójstwo 17-letniej córki lwowskiego architekta Henryka Zaremby.
- 1934 – Otwarto Port lotniczy Warszawa-Okęcie.
- 1940 – Przebywający z wizytą w Warszawie Reichsführer-SS Heinrich Himmler polecił skierować do obozów koncentracyjnych „kontyngent 20 000 Polaków”, co stało się prawdopodobnie przyczyną masowych wywózek polskich więźniów politycznych w ramach Akcji AB, czego nie przewidywano w jej pierwotnych założeniach.
- 1944 – Oddział AK majora Jana Piwnika „Ponurego” podjął nieudaną próbę opanowania Szczuczyna na Grodzieńszczyźnie, tracąc w walce ok. 30 ludzi.
- 1948 – Były namiestnik Okręgu Rzeszy Gdańsk-Prusy Zachodnie Albert Forster został skazany na karę śmierci przez Najwyższy Trybunał Narodowy w Gdańsku.
- 1952 – Premiera filmu Gromada w reżyserii Jerzego Kawalerowicza.
- 1955 – Powstała Filmoteka Narodowa (do 1970 roku istniała pod nazwą Centralne Archiwum Filmowe, a następnie, do 1987 roku, jako Filmoteka Polska).
- 1961 – Na antenie TVP Katowice wyemitowano premierowe wydanie Aktualności.
- 1966 – Oddano do użytku nowy ośrodek TVP Katowice wraz z 90-metrową wieżą telewizyjną.
- 1978 – Powołano komitet założycielski Wolnych Związków Zawodowych Wybrzeża.
- 1982 – W kancelarii sejmowej został złożony tzw. List 44 w proteście przeciwko represjonowaniu działaczy opozycyjnych.
- 1985 – Sejm PRL uchwalił ustawę o Trybunale Konstytucyjnym.
- 1996 – Premiera filmu Cwał w reżyserii Krzysztofa Zanussiego.
- 2010 – W Elblągu padła wówczas najwyższa wygrana w Lotto (24 636 124 zł).

## Wydarzenia na świecie

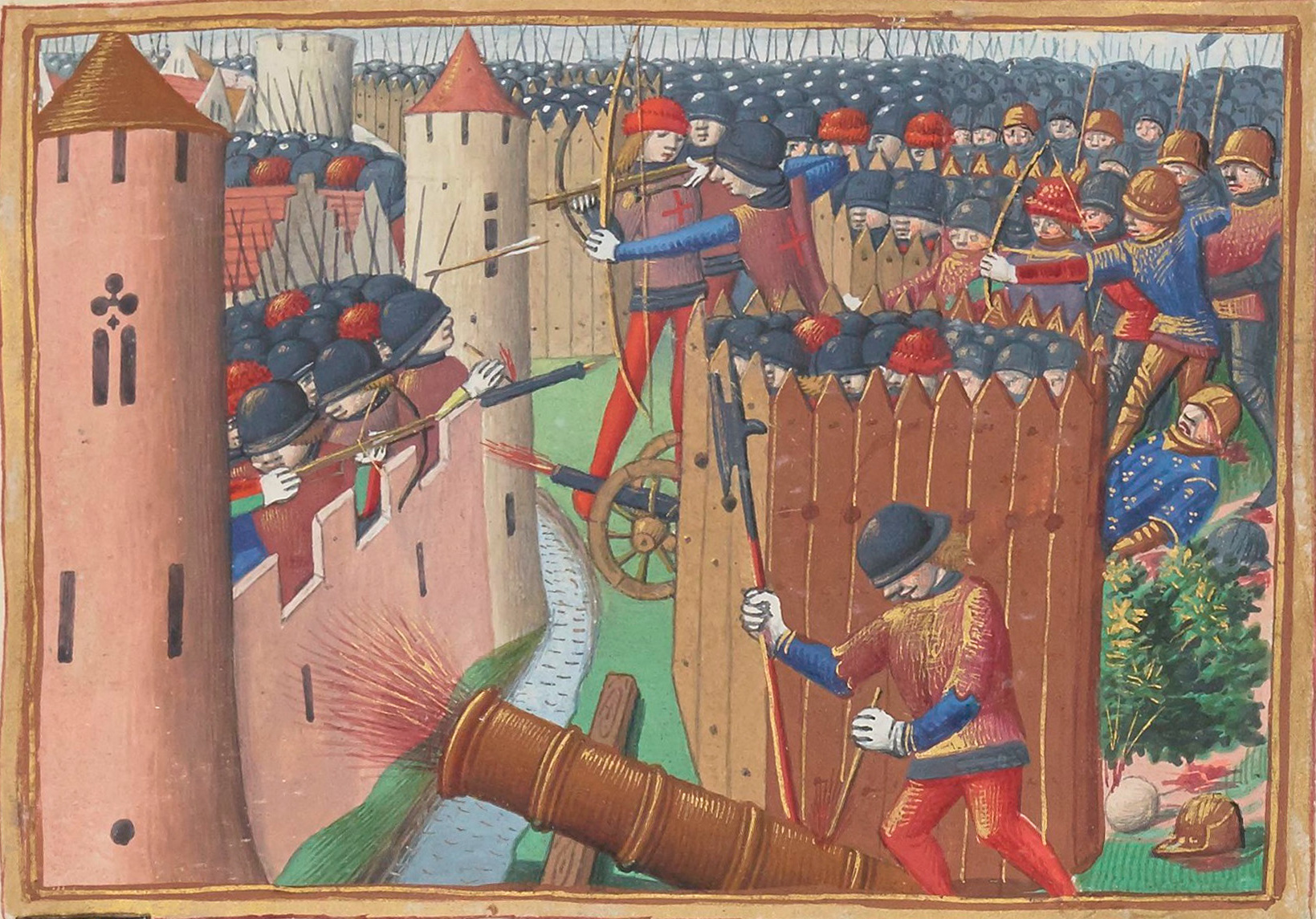
Oblężenie Orleanu (1429) na XV-wiecznej rycinie

- 711 – Wojska wodza berberyjskiego Tarika ibn Zijada wylądowały na Gibraltarze, rozpoczynając arabski podbój Hiszpanii.
- 1091 – W bitwie u podnóża góry Lebunion wojska bizantyńskie pod wodzą cesarza Aleksego I Komnena rozgromiły Pieczyngów.
- 1386 – Przybyłe z odsieczą wojska Skirgiełły, Lingwena i Korybuta pobiły wojska smoleńskie i zdjęły oblężenie Mścisławia.
- 1429 – Wojna stuletnia: Joanna d’Arc przybyła pod oblężony przez Anglików Orlean.
- 1483 – Wyspa Gran Canaria została przyłączona do Korony Kastylii.
- 1520 – Podbój Meksyku przez Hiszpanów: wojska hiszpańskie pokonały Azteków w bitwie pod Nautla.
- 1521 – Szwedzka wojna o niepodległość: zwycięstwo wojsk szwedzkich nad duńskimi w bitwie pod Västerås.
- 1572 – Car Rosji Iwan IV Groźny uzyskał zgodę specjalnie zwołanego soboru cerkiewnego na poślubienie swej czwartej żony Anny Kołtowskiej.
- 1601 – Rajmund z Penyafortu został wpisany w poczet świętych przez papieża Klemensa VIII.
- 1624 – Kardynał Armand Jean Richelieu został powołany przez króla Ludwika XIII na urząd pierwszego ministra.
- 1663 – Wmurowano kamień węgielny pod budowę kościoła Teatynów w Monachium.
- 1670 – Kardynał Emilio Bonaventura Altieri został wybrany na papieża i przyjął imię Klemens X.
- 1672 – Wojna Francji z koalicją hiszpańsko-austriacko-lotaryńską: król Ludwik XIV najechał na Niderlandy.
- 1758 – III wojna w Karnatace: nierozstrzygnięta brytyjsko-francuska bitwa morska pod Cuddalore (Indie).
- 1770 – James Cook odkrył Zatokę Botaniczną w Australii.
- 1817 – Została zawarta brytyjsko-amerykańska ugoda Rusha-Bagota, dotycząca demilitaryzacji rejonu Wielkich Jezior (28-29 kwietnia).
- 1827 – Król Francji Karol X Burbon rozwiązał Gwardię Narodową.
- 1832 – Grupa polskich emigrantów założyła Towarzystwo Historyczno-Literackie w Paryżu.
- 1833 – Założono Uniwersytet Zuryski.
- 1847 – Uratowano ostatniego ocalałego członka Wyprawy Donnera
- 1859 – Wybuchła wojna francusko-austriacka.
- 1862 – Wojna secesyjna: rozpoczęła się bitwa pod Corinth.
- 1879:
  - Aleksander I Battenberg został pierwszym władcą (z tytułem księcia) niepodległej Bułgarii.
  - W holenderskim Utrechcie uruchomiono pierwszą linię tramwaju konnego.
- 1882 – Na przedmieściach Berlina Werner von Siemens zaprezentował publicznie pierwszy na świecie trolejbus Elektromote.
- 1895 – Ukazała się pierwsza powieść Josepha Conrada Szaleństwo Almayera.
- 1896 – Jules Méline został premierem Francji.
- 1899:
  - (lub 1 maja) Belg Camille Jenatzy jako pierwszy przekroczył na pojeździe elektrycznym La Jamais Contente barierę 100 km/h.
  - Poświęcono cerkiew Objawienia Pańskiego w Petersburgu.
- 1900:
  - 9 osób zginęło, a 40 zostało rannych w wyniku runięcia kładki dla pieszych na terenie Wystawy Światowej w Paryżu.
  - Założono słowacki klub piłkarski KFC Komárno.
- 1901:
  - Ogłoszono konkurs na wzór flagi Australii.
  - W Paryżu odbyła się premiera opery Huragan z muzyką Alfreda Bruneau i librettem Émile’a Zoli.
- 1903 – W wyniku zejścia lawiny skalnej na miejscowość Frank w kanadyjskiej prowincji Alberta zginęło 70-90 osób.
- 1910 – Andrew Fisher został po raz drugi premierem Australii.
- 1911 – Zwodowano francuski okręt podwodny „Brumaire”.
- 1912 – W Tuguegarao na wyspie Luzon zmierzono rekordowo wysoką temperaturę w historii Filipin i wysp południowego Pacyfiku (42,2 °C).
- 1913:
  - Przyjęto flagę stanową Wisconsin.
  - Szwedzki emigrant Gideon Sundback otrzymał amerykański patent na zamek błyskawiczny.
- 1916 – I wojna światowa: Turcy zmusili do kapitulacji zgrupowanie brytyjskie otoczone pod Al-Kut w dzisiejszym Iraku.
- 1918 – I wojna światowa:
  - Na Ukrainie utworzono tzw. Hetmanat pod protektoratem niemieckim.
  - Zwycięstwo aliantów w bitwie pod Lys.
- 1924 – Wszedł do służby japoński krążownik „Sendai”.
- 1930 – Dokonano oblotu radzieckiego myśliwca I-5.
- 1931 – 48 osób zginęło w wyniku pożaru pociągu jadącego z Aleksandrii do Kairu.
- 1941 – Chorwaccy ustasze dokonali masakry na 192 lub 196 serbskich mieszkańców wsi Gudovac.
- 1942 – W wyniku eksplozji 150 ton azotanu amonu w zakładach chemicznych w belgijskiej miejscowości Tessenderlo zginęło 189 osób, a ok. 900 zostało rannych.
- 1943:
  - Bitwa o Atlantyk: w Zatoce Biskajskiej brytyjski bombowiec Consolidated B-24 Liberator zatopił niemiecki okręt podwodny U-332 wraz z całą, 45-osobową załogą.
  - Zakończyła się brytyjsko-amerykańska konferencja bermudzka.
- 1944 – Wojna na Pacyfiku: amerykański okręt podwodny USS „Pogy” zatopił u południowego wybrzeża Japonii japońską jednostkę tej samej klasy I-183 wraz z całą, 92-osobową załogą.
- 1945:
  - Bitwa o Atlantyk: na północny zachód od Irlandii brytyjski bombowiec Consolidated B-24 Liberator zatopił niemiecki okręt podwodny U-1017 wraz z całą, 34-osobową załogą.
  - Karl Renner został po raz drugi kanclerzem Austrii.
  - Walki na Oceanie Arktycznym: niemiecki okręt podwodny U-307 został zatopiony bombami głębinowymi na Morzu Barentsa przez brytyjską fregatę HMS „Loch Insh”, w wyniku czego zginęło 37 spośród 51 członków załogi.
  - W bunkrze pod Kancelarią Rzeszy w Berlinie Adolf Hitler poślubił Evę Braun.
  - W Casercie została podpisana kapitulacja wojsk niemieckich we Włoszech.
  - Wojska amerykańskie wyzwoliły obóz koncentracyjny w Dachau, dokonując masakry 560 wziętych do niewoli żołnierzy Waffen-SS i personelu obozowego.
- 1946 – W Tokio rozpoczął pracę Międzynarodowy Trybunał Wojskowy dla Dalekiego Wschodu.
- 1949 – 74 osoby zginęły, a ponad 90 zostało rannych w zderzeniu trzech pociągów pasażerskich pod Johannesburgiem w Południowej Afryce.
- 1951 – Papież Pius XII beatyfikował 25 męczenników wietnamskich.
- 1952:
  - Wszedł do sprzedaży komputer IBM 701.
  - Wszedł w życie podpisany w 1951 roku Pakt Bezpieczeństwa Pacyfiku (ANZUS).
- 1954 – Indie uznały chińską aneksję Tybetu.
- 1958 – W Genewie została przyjęta Konwencja o morzu pełnym.
- 1959 – W katastrofie lecącego z Barcelony do Madrytu Douglasa DC-3 linii Iberia zginęło 28 osób.
- 1960:
  - Rozpoczęła emisję Telewizja Albańska.
  - Spłonął w atmosferze radziecki satelita Łuna 3.
- 1961 – Włoski śpiewak Luciano Pavarotti zadebiutował na scenie operowej jako Rudolf w Cyganerii Giacomo Pucciniego.
- 1965 – Premier Robert Menzies ogłosił zamiar wysłania wojsk australijskich do Wietnamu.
- 1968 – Na Broadwayu w Nowym Jorku odbyła się premiera musicalu Hair.
- 1969:
  - Przewodniczący Senatu Alain Poher został tymczasowym prezydentem Francji po ustąpieniu Charles’a de Gaulle’a.
  - Rozpoczął działalność Uniwersytet Piura w Peru, powstały z inicjatywy Opus Dei.
- 1970 – Górnik Zabrze przegrał z Manchesterem City 1:2 w rozegranym w Wiedniu meczu finałowym Pucharu Zdobywców Pucharów.
- 1972 – W południowych prowincjach Burundi wybuchło powstanie Hutu, po którego stłumieniu wojska rządowe i paramilitarne bojówki złożone z Tutsi przystąpiły do eksterminacji co najmniej 100 tys. przedstawicieli elity Hutu.
- 1974 – Założono Uniwersytet Czarnogóry w Podgoricy.
- 1975 – Wojna wietnamska: rozpoczęła się ewakuacja drogą powietrzną Amerykanów i niektórych Wietnamczyków z Sajgonu.
- 1982 – Stolica Sri Lanki została przeniesiona z Kolombo do Sri Dźajawardanapura Kotte.
- 1984 – Fanipal otrzymał status osiedla typu miejskiego na Białorusi.
- 1991
  - Cyklon Gorky zabił w Bangladeszu około 138 tys. osób.
  - Parlament albański uchwalił ustawę konstytucyjną zmieniającą m.in. nazwę kraju na Republika Albanii, wprowadzającą urząd prezydenta i zawierającą gwarancję praw obywatelskich.
  - W trzęsieniu ziemi o sile 7 stopni w skali Richtera w północno-zachodniej Gruzji zginęło 270 osób.
- 1992:
  - Doszło do przewrotu pałacowego w Sierra Leone. Obalonego prezydenta Josepha Saidu Momoha zastąpił 27-letni kapitan Valentine Strasser.
  - Po uniewinnieniu przez ławę przysięgłych 4 białych policjantów, oskarżonych o brutalne pobicie w 1991 roku czarnoskórego Rodneya Kinga, w Los Angeles wybuchły kilkudniowe zamieszki w których zginęły 53 osoby.
  - Reprezentacja Ukrainy w piłce nożnej w swym pierwszym oficjalnym meczu przegrała w Użhorodzie z Węgrami 1:3.
- 1994:
  - Chiny i Mongolia zawarły traktat o przyjaznych stosunkach i współpracy.
  - Ogłoszono bankructwo światowego potentata branży komputerowej Commodore International.
- 1995 – 95% głosujących w referendum obywateli Kazachstanu poparło przedłużenie kadencji prezydenta Nursułtana Nazarbajewa do 2000 roku.
- 1997 – Weszła w życie Konwencja o zakazie broni chemicznej.
- 1999:
  - Abd al-Karim al-Irjani został premierem Jemenu.
  - Samoloty NATO zniszczyły wieżę telekomunikacyjną Avala w Belgradzie.
- 2000 – Niemcy zwróciły Rosji ocalałe fragmenty Bursztynowej Komnaty.
- 2001:
  - Powstała albańska konserwatywna partia polityczna Sojusz dla Przyszłości Kosowa (AAK).
  - W Wielkiej Brytanii przeprowadzono ogólnokrajowy spis statystyczny.
- 2002 – Po 48 latach pracy została wyłączona najstarsza na świecie cywilna elektrownia jądrowa w Obninsku pod Moskwą.
- 2003 – Nad Pacyfikiem spłonął w atmosferze włoski satelita badawczy BeppoSAX.
- 2004:
  - Ousmane Issoufi Maïga został premierem Mali.
  - Wyprodukowano ostatni samochód amerykańskiej marki Oldsmobile.
- 2005 – Obszar Lodowca Folgefonna został ustanowiony 25. parkiem narodowym Norwegii.
- 2006 – Prezydenci Kuby, Boliwii i Wenezueli podpisali w Hawanie porozumienie gospodarcze Boliwariańska Alternatywa dla Ameryki (ALBA).
- 2008:
  - 19 osób zginęło, a ponad 40 zostało rannych w samobójczym zamachu bombowym na funkcjonariuszy policji antynarkotykowej pod Dżalalabadem w Afganistanie.
  - Rozpoczął się proces byłego irackiego wicepremiera Tarika Aziza, współoskarżonego o mord sądowy na 42 spekulantach w 1992 roku.
- 2009:
  - 7 osób zginęło w katastrofie Boeinga 737 w Massambie (Demokratyczna Republika Konga).
  - Co najmniej 51 osób zginęło w wybuchach dwóch samochodów-pułapek w Bagdadzie.
  - WHO ogłosiła piąty stopień zagrożenia wirusem świńskiej grypy, oznaczający możliwość przenoszenia się wirusa z człowieka na człowieka.
- 2011 – W Opactwie Westminsterskim w Londynie pobrali się Wilhelm, książę Cambridge i Kate Middleton (od tej chwili Katarzyna, księżna Cambridge).
- 2014 – Abd al-Malik Sallal został po raz drugi premierem Algierii.
- 2017 – W Turcji zablokowano dostęp do wszystkich wersji językowych Wikipedii.
- 2021 – Otwarto pieszy most wiszący Arouca 516 nad rzeką Paiva w gminie Arouca w Portugalii.

## Urodzili się
- 220 p.n.e. – Pakuwiusz, rzymski dramaturg, poeta (zm. 130 p.n.e.)
- 1542 – Henryk III Podiebradowicz, książę ziębicki i oleśnicki (zm. 1587)
- 1553 – Albrecht Fryderyk Hohenzollern, książę pruski (zm. 1618)
- 1618 – Wiktoria Farnese, księżniczka Parmy, księżna Modeny i Reggio (zm. 1649)
- 1636 – Esaias Reusner, niemiecki lutnista, kompozytor (zm. 1679)
- 1651 – Giuseppe Renato Imperiali, włoski kardynał (zm. 1737)
- 1658 – Giovanni Francesco Barbarigo, włoski duchowny katolicki, biskup Padwy, kardynał (zm. 1730)
- 1659 – Sophia Brenner, szwedzka pisarka, poetka pochodzenia niemieckiego (zm. 1730)
- 1665 – James Butler, brytyjski arystokrata, polityk, wojskowy pochodzenia irlandzkiego (zm. 1745)
- 1667 – (data chrztu) John Arbuthnot, szkocki lekarz, satyryk, prozaik, dramaturg (zm. 1735)
- 1675 – Giovanni Antonio Pellegrini, włoski malarz, rysownik (zm. 1741)
- 1686 – Wasilij Tatiszczew, rosyjski historyk, administrator, dyplomata (zm. 1750)
- 1722 – Francesco Carafa, włoski kardynał (zm. 1818)
- 1724 – Pedro Correia Garção, portugalski poeta (zm. 1772)
- 1727 – (data chrztu) Jean-Georges Noverre, francuski tancerz, choreograf, reformator sztuki baletowej (zm. 1810)
- 1741 – Lorenzo Caleppi, włoski kardynał, nuncjusz apostolski (zm. 1817)
- 1745 – Oliver Ellsworth, amerykański prawnik, polityk, prezes Sądu Najwyższego (zm. 1807)
- 1752 – Theodore Foster, amerykański prawnik, polityk, senator (zm. 1828)
- 1762 – Jean-Baptiste Jourdan, francuski dowódca wojskowy, marszałek Francji (zm. 1833)
- 1764 – John Coape Sherbrooke, brytyjski wojskowy, polityk kolonialny (zm. 1830)
- 1766 – Nicholas Vansittart, brytyjski polityk (zm. 1851)
- 1775 – Jakub Falkowski, polski duchowny katolicki, pijar, pedagog, filantrop (zm. 1848)
- 1780 – Charles Nodier, francuski pisarz, krytyk literacki (zm. 1844)
- 1783 – David Cox, brytyjski malarz, rysownik (zm. 1859)
- 1785 – Karl Drais, niemiecki wynalazca (zm. 1851)
- 1793 – Maria Teresa, infantka portugalska i hiszpańska (zm. 1874)
- 1801:
  - Joseph Aschbach, niemiecki historyk (zm. 1882)
  - Franciszek Stefanowicz, polski duchowny katolicki, biskup pomocniczy poznański (zm. 1871)
  - Willem Vrolik, holenderski anatom, patolog (zm. 1863)
- 1802 – Benjamin F. Newhall, amerykański poeta, kaznodzieja, polityk (zm. 1863)
- 1803 – Paul Cullen, irlandzki duchowny katolicki, arcybiskup Dublina, kardynał (zm. 1878)
- 1805 – August Barbier, francuski dramaturg, poeta (zm. 1882)
- 1806 – Ernst von Feuchtersleben, austriacki lekarz, poeta, filozof (zm. 1849)
- 1814 – Sadok Barącz, polski dominikanin, historyk, kronikarz pochodzenia ormiańskiego (zm. 1892)
- 1818 – Aleksander II Romanow, cesarz Rosji (zm. 1881)
- 1823:
  - Joseph-Alfred Foulon, francuski duchowny katolicki, arcybiskup Lyonu i prymas Galii, kardynał (zm. 1893)
  - Daniel Harrwitz, niemiecki szachista (zm. 1884)
  - Konrad von Maurer, niemiecki historyk prawa (zm. 1902)
- 1829 – Władysław Chomętowski, polski wydawca, bibliotekarz, pisarz (zm. 1876)
- 1831 – Fryderyk I, książę Anhaltu, dowódca wojskowy (zm. 1904)
- 1835 – Cyryl Sielecki, ukraiński duchowny greckokatolicki, działacz społeczny i oświatowy (zm. 1918)
- 1837:
  - Georges Boulanger, francuski generał, polityk (zm. 1891)
  - Hermann Tietz, niemiecki kupiec pochodzenia żydowskiego (zm. 1907)
- 1842 – Karl Millöcker, austriacki kompozytor (zm. 1899)
- 1847 – Joachim Andersen, duński flecista, kompozytor, dyrygent (zm. 1909)
- 1848 – Ravi Varma, indyjski malarz (zm. 1906)
- 1853 – Pietro Antonelli, włoski dyplomata (zm. 1901)
- 1854:
  - Henri Poincaré, francuski matematyk, fizyk, astronom, filozof, wykładowca akademicki (zm. 1912)
  - Paul von Rennenkampf, rosyjski generał kawalerii pochodzenia niemiecko-bałtyckiego (zm. 1918)
- 1857:
  - Piotr Harasimowicz, polski rzeźbiarz, pedagog (zm. 1914)
  - Melania Rajchmanowa, polska działaczka na rzecz praw kobiet, publicystka pochodzenia żydowskiego (zm. 1913)
- 1859 – Afanasij Bułgakow, rosyjski historyk, teolog, radca stanu (zm. 1907)
- 1861 – Andrew Ramsay Don-Wauchope, szkocki rugbysta, krykiecista, działacz sportowy (zm. 1948)
- 1863:
  - William Randolph Hearst, amerykański magnat prasowy (zm. 1951)
  - Konstandinos Kawafis, grecki poeta (zm. 1933)
  - Maria Ledóchowska, polska zakonnica, misjonarka, błogosławiona (zm. 1922)
- 1864 – Witold Jodko-Narkiewicz, polski działacz socjalistyczny, polityk, dyplomata, publicysta (zm. 1924)
- 1865:
  - Max Fabiani, słoweńsko-włoski architekt, urbanista (zm. 1962)
  - Zygmunt Wasilewski, polski dziennikarz, publicysta, polityk, senator RP (zm. 1948)
- 1866 – Henryk Piotr Krasiński, polski ziemianin, prawnik, działacz społeczny i patriotyczny (zm. 1928)
- 1867:
  - Adolf Fényes, węgierski malarz (zm. 1945)
  - Jan Nepomucen Potocki, polski hrabia, polityk, działacz społeczny (zm. 1942)
- 1868:
  - Pius od św. Alojzego, włoski pasjonista, błogosławiony (zm. 1889)
  - Wacław Jezierski, polski przyrodnik, geograf, pedagog (zm. 1928)
- 1871 – Yoshioka Yayoi, japońska lekarka, feministka (zm. 1959)
- 1874 – Samuel Mitchell, kanadyjski astronom (zm. 1960)
- 1875 – Rafael Sabatini, włoski pisarz (zm. 1950)
- 1876 – Maria Balska, polska działaczka narodowa i społeczna (zm. 1943)[4]
- 1877 – Jan Świerc, polski duchowny katolicki, salezjanin, męczennik, Sługa Boży (zm. 1941)
- 1879 – Thomas Beecham, brytyjski dyrygent (zm. 1961)
- 1880:
  - Adolf Chybiński, polski muzykolog, teoretyk muzyki (zm. 1952)
  - Fethi Okyar, turecki dowódca wojskowy, dyplomata, polityk, premier i przewodniczący Wielkiego Zgromadzenia Narodowego Turcji (zm. 1943)
  - Adam Zieleńczyk, polski filozof, historyk filozofii, tłumacz, pedagog (zm. 1943)
- 1881:
  - Włodzimierz Bzowski, polski ziemianin, inżynier rolnik, polityk, poseł na Sejm RP (zm. 1942)
  - Eugen Franz, niemiecki rewizor, działacz polityczny i społeczny, poseł na Sejm RP (zm. 1937)
  - Leonid Omorokow, rosyjski neurolog (zm. 1971)
- 1882 – Tom Richards, australijski rugbysta (zm. 1935)
- 1883:
  - Thorleif Holbye, norweski żeglarz sportowy (zm. 1959)
  - Piotr Kupidłowski, polski i rosyjski działacz robotniczy (zm. 1972)
- 1884 – Irène Reno, francuska malarka, litografka pochodzenia żydowskiego (zm. 1953)
- 1885:
  - Frank Jack Fletcher, amerykański admirał (zm. 1973)
  - Felicjan Kępiński, polski astronom (zm. 1966)
  - Egon Erwin Kisch, czeski pisarz, dziennikarz, reporter pochodzenia żydowskiego (zm. 1948)
- 1887:
  - Henry Bedford-Jones, kanadyjski dziennikarz, pisarz (zm. 1949)
  - Piotr Esqueda Ramírez, meksykański duchowny katolicki, męczennik, święty (zm. 1927)
  - Raymond Thorne, amerykański pływak (zm. 1921)
- 1889 – Jan van der Sluis, holenderski piłkarz (zm. 1952)
- 1891:
  - Bolesław Kuryłowicz, polski chemik rolny, działacz społeczny, polityk (zm. 1967)
  - Karolina Żurowska, polska właścicielka ziemska, bizneswoman (zm. 1980)
- 1893:
  - Johann Reichhart, niemiecki kat państwowy (zm. 1972)
  - Longin (Tomić), serbski biskup prawosławny (zm. 1977)
  - Harold Clayton Urey, amerykański chemik, laureat Nagrody Nobla (zm. 1981)
- 1894:
  - Marietta Blau, austriacka fizyk (zm. 1970)
  - Joop Boutmy, holenderski piłkarz (zm. 1972)
  - Stefan Norris, polski i rumuński scenograf filmowy (zm. 1979)
- 1895:
  - Akaki Chorawa, gruziński aktor, reżyser teatralny (zm. 1972)
  - Władimir Propp, rosyjski literaturoznawca (zm. 1970)
- 1896:
  - Natalie Talmadge, amerykańska aktorka (zm. 1969)
  - Zygmunt Wenda, polski pułkownik, polityk, wicemarszałek Sejmu RP (zm. 1941)
- 1897:
  - Walter Alfred Southey, brytyjski pilot wojskowy, as myśliwski (zm. 1920)
  - Gieorgij Szpagin, radziecki konstruktor broni strzeleckiej (zm. 1953)
  - Siergiej Szpigelglas, radziecki wysoki funkcjonariusz organów bezpieczeństwa pochodzenia żydowskiego (zm. 1941)
- 1898:
  - Adele Comandini, amerykańska scenarzystka filmowa (zm. 1987)
  - Karel Kaufman, holenderski piłkarz, trener (zm. 1977)
- 1899:
  - Duke Ellington, amerykański pianista, kompozytor (zm. 1974)
  - Aldo Nadi, włoski szermierz (zm. 1965)
  - Olga Żyzniewa, rosyjska aktorka (zm. 1972)
- 1900:
  - Billy Austin, angielski piłkarz (zm. 1979)
  - Włodzimierz Burzyński, polski inżynier teoretyk budownictwa (zm. 1977)
  - Alfred Liebfeld, polski inżynier, pisarz, historyk, tłumacz (zm. 1977)
  - Francisc Rónay, rumuński piłkarz, trener pochodzenia węgierskiego (zm. 1967)
- 1901:
  - Hirohito, cesarz Japonii (zm. 1989)
  - Piotr Konieczka, polski kapral (zm. 1939)
  - Olier Mordrel, bretoński architekt, pisarz, publicysta, działacz nacjonalistyczny, kolaborant (zm. 1985)
  - Hotsumi Ozaki, japoński dziennikarz, komunista, szpieg radziecki (zm. 1944)
- 1902:
  - Mieczysław Cybiński, polski fotograf (zm. 1979)
  - Władimir Żdanow, radziecki generał pułkownik (zm. 1964)
- 1903 – Jerzy Bułanow, polski piłkarz, trener pochodzenia rosyjskiego (zm. 1980)
- 1904:
  - Eleanore Griffin, amerykańska scenarzystka (zm. 1995)
  - Russ Morgan, amerykański kompozytor, aranżer, lider big-bandu (zm. 1969)
  - Felix Smeets, holenderski piłkarz (zm. 1961)
- 1905:
  - Bohuslav Laštovička, czechosłowacki polityk komunistyczny (zm. 1981)
  - Jewgienij Towstych, rosyjski inżynier budowy okrętów, wykładowca akademicki (zm. 1976)
- 1906:
  - George Bailey, brytyjski lekkoatleta, długodystansowiec (zm. 2000)
  - Sergiusz (Gołubcow), rosyjski biskup prawosławny (zm. 1982)
  - Stanisław Idzior, polski związkowiec, polityk (zm. 1954)
- 1907:
  - Bride Adams-Ray, szwedzka lekkoatletka, skoczkini wzwyż (zm. 1993)
  - Tino Rossi, francuski piosenkarz pochodzenia włoskiego (zm. 1983)
  - Fred Zinnemann, amerykański reżyser filmowy pochodzenia austriackiego (zm. 1997)
- 1908:
  - Antonio Arribas Hortigüela, hiszpański zakonnik, męczennik, błogosławiony (zm. 1936)
  - Piotr Stolarek, polski polityk komunistyczny, prezydent Gdańska (zm. 1976)
  - Jack Williamson, amerykański pisarz science fiction (zm. 2006)
- 1909 – Elżbieta Szemplińska-Sobolewska, polska pisarka (zm. 1991)
- 1910 – Wanda Tukanowicz, polska historyk, bibliotekarka (zm. 1991)
- 1912:
  - Richard Carlson, amerykański aktor (zm. 1977)
  - Raoul Lesueur, francuski kolarz torowy i szosowy (zm. 1981)
  - Stanisława Nowicka, polska architekt, rysowniczka (ur. 2018)
- 1913 – Edgar Ablowich, amerykański lekkoatleta, sprinter (zm. 1998)
- 1914:
  - Erling Evensen, norweski biegacz narciarski (zm. 1998)
  - Cal Niday, amerykański kierowca wyścigowy (zm. 1988)
- 1915:
  - Max H. Larson, amerykański działacz religijny, prezes korporacji nowojorskiej Strażnicy – Towarzystwa Biblijnego i Traktatowego (zm. 2011)
  - James Maloney, amerykański inżynier chemik (zm. 2010)
  - Józef od Jezusa i Marii Oses Sainz, hiszpański pasjonista, męczennik, błogosławiony (zm. 1936)
  - Manus Vrauwdeunt, holenderski piłkarz (zm. 1982)
- 1916 – Lars Korvald, norweski polityk, premier Norwegii (zm. 2006)
- 1917:
  - Maya Deren, amerykańska reżyserka filmowa, tancerka, choreograf, antropolog pochodzenia żydowskiego (zm. 1961)
  - Hilde Holovsky, austriacka łyżwiarka figurowa (zm. 1933)
- 1918 – Nils Östensson, szwedzki biegacz narciarski (zm. 1949)
- 1919:
  - Celeste Holm, amerykańska aktorka (zm. 2012)
  - Gérard Oury, francuski aktor, reżyser i scenarzysta filmowy (zm. 2006)
- 1920 – Aleksandar Atanacković, serbski piłkarz, trener (zm. 2005)
- 1922:
  - March Fong Eu, amerykańska polityk, dyplomatka pochodzenia chińskiego (zm. 2017)
  - Zygmunt Januzik, polski polityk, poseł na Sejm PRL (zm. 1976)
  - Thomas Joseph Maher, irlandzki polityk (zm. 2002)
  - Parren J. Mitchell, amerykański polityk (zm. 2007)
  - Toots Thielemans, belgijski muzyk jazzowy (zm. 2016)
- 1923:
  - Aleksander Czachor, polski piłkarz, działacz piłkarski (zm. 2001)
  - Irvin Kershner, amerykański aktor, reżyser filmowy (zm. 2010)
  - Jerzy Tadeusz Wróbel, polski chemik, wykładowca akademicki (zm. 2011)
- 1924:
  - Shintarō Abe, japoński polityk (zm. 1991)
  - Marek Długoszowski, polski podporucznik, żołnierz AK (zm. 1944)
- 1925 – Colette Marchand, francuska aktorka, tancerka baletowa (zm. 2015)
- 1926:
  - Paul Baran, amerykański informatyk pochodzenia polsko-żydowskiego (zm. 2011)
  - Władysław Filipowiak, polski historyk, archeolog (zm. 2014)
- 1927:
  - Anna Bujak, polska narciarka, inżynier, architekt (zm. 2008)
  - Ted Burgin, angielski piłkarz (zm. 2019)
  - Gerard Cieślik, polski piłkarz (zm. 2013)
  - Dorothy Manley, brytyjska lekkoatletka, sprinterka (zm. 2021)
  - Bill Slater, angielski piłkarz (zm. 2018)
- 1928:
  - Józef Pocwa, polski piłkarz (zm. 1975)
  - Jan Pieter Schotte, belgijski duchowny katolicki, kardynał (zm. 2005)
  - Antônio Eliseu Zuqueto, brazylijski duchowny katolicki, biskup Teixeira de Freitas-Caravelas (zm. 2016)
- 1929:
  - Janusz Duński, polski artysta teatralny (zm. 2008)
  - Waldemar Kazanecki, polski kompozytor, twórca muzyki filmowej (zm. 1991)
  - Walter Kempowski, niemiecki pisarz (zm. 2007)
  - Halina Łukomska, polska śpiewaczka operowa (sopran) (zm. 2016)
  - Juwenaliusz (Tarasow), rosyjski duchowny prawosławny, biskup woroneski i lipiecki oraz kurski, schimnich (zm. 2013)
  - Jeremy Thorpe, brytyjski polityk (zm. 2014)
- 1930:
  - Henri Coppens, belgijski piłkarz (zm. 2015)
  - Claus Ogerman, niemiecki kompozytor (zm. 2016)
  - Joe Porcaro, amerykański perkusista jazzowy pochodzenia włoskiego (zm. 2020)
  - Jean Rochefort, francuski aktor (zm. 2017)
- 1931:
  - Frank Auerbach, brytyjski malarz, grafik pochodzenia żydowskiego (zm. 2024)
  - Lonnie Donegan, brytyjski muzyk, wokalista i gitarzysta (zm. 2002)
  - Konrad Eberhardt, polski eseista, krytyk literacki i filmowy, tłumacz (zm. 1976)
  - Andrzej Łobodziński, polski grafik, scenograf, malarz, wykładowca akademicki (zm. 2023)
  - Wanda Polańska, polska śpiewaczka operetkowa (sopran) (zm. 2020)
- 1932:
  - John Dougherty, amerykański duchowny katolicki, biskup pomocniczy Scranton (zm. 2022)
  - Janusz Krzymiński, polski poeta, autor audycji radiowych, scenarzysta filmowy
  - Anna Staruch, polska nauczycielka, polityk, poseł na Sejm PRL (zm. 2019)
  - Dmitrij Zaikin, radziecki pilot wojskowy, kosmonauta (zm. 2013)
- 1933:
  - Mark Eyskens, belgijski ekonomista, polityk, premier Belgii
  - Rod McKuen, amerykański piosenkarz, poeta (zm. 2015)
  - Willie Nelson, amerykański piosenkarz, kompozytor, aktor
- 1934:
  - Luis Aparicio, wenezuelski baseballista
  - Ludwik Erhardt, polski muzykolog, dziennikarz muzyczny (zm. 2022)
  - Erika Fisch, niemiecka lekkoatletka, sprinterka i skoczkini w dal (zm. 2021)
  - Pedro Pires, kabowerdyjski polityk, premier i prezydent Republiki Zielonego Przylądka
  - Otis Rush, amerykański bluesman, wokalista, gitarzysta (zm. 2018)
  - Wojciech Szczygielski, polski historyk
  - Akira Takarada, japoński aktor (zm. 2022)
  - Jean Wendling, francuski piłkarz
- 1935:
  - Gundi Busch, niemiecka łyżwiarka figurowa (zm. 2014)
  - Andriej Zalizniak, rosyjski językoznawca, wykładowca akademicki (zm. 2017)
- 1936:
  - Wiktor Agiejew, rosyjski piłkarz wodny (zm. 2023)
  - Cezary Kussyk, polski aktor (zm. 2023)
  - Jan Lach, polski muzykolog, dyrygent (zm. 2024)
  - Zubin Mehta, indyjski dyrygent
  - Adolfo Nicolás, hiszpański duchowny katolicki, teolog, jezuita, przełożony generalny Towarzystwa Jezusowego (zm. 2020)
  - Lane Smith, amerykański aktor (zm. 2005)
  - Volker Strassen, niemiecki matematyk
- 1937:
  - Lluís Martínez Sistach, hiszpański duchowny katolicki, arcybiskup Barcelony, kardynał
  - Anna Zbysława Praxmayer, polska rzeźbiarka
- 1938:
  - Czesław Kuriata, polski poeta, prozaik, autor utworów dla dzieci (zm. 2022)
  - Bernard Madoff, amerykański finansista, przestępca pochodzenia żydowskiego (zm. 2021)
  - Karol Olejnik, polski historyk wojskowości
  - Klaus Voormann, niemiecki artysta, muzyk, producent muzyczny
- 1939:
  - Robert Bielecki, polski historyk, dziennikarz (zm. 1998)
  - Peter Gröning, niemiecki kolarz torowy
  - Lew Prygunow, rosyjski aktor
  - Jerzy Przystawa, polski fizyk, działacz opozycji antykomunistycznej (zm. 2012)
- 1940:
  - George Adams, amerykański muzyk, kompozytor, wokalista (zm. 1992)
  - Peter Diamond, amerykański ekonomista, laureat Nagrody Banku Szwecji im. Alfreda Nobla w dziedzinie ekonomii pochodzenia żydowskiego
  - Marcelino Martínez Cao, hiszpański piłkarz
- 1941:
  - Nana Caymmi, brazylijska piosenkarka (zm. 2025)
  - Gérard Daucourt, francuski duchowny katolicki, biskup Nanterre
  - François-Xavier de Donnea, belgijski i waloński ekonomista, polityk, samorządowiec, burmistrz Brukseli
  - Jerry Karl, amerykański kierowca wyścigowy (zm. 2008)
- 1942:
  - Galina Kułakowa, rosyjska biegaczka narciarska
  - Teresa Nowak, polska lekkoatletka, płotkarka (zm. 2024)
  - Vini Poncia, amerykański muzyk, autor piosenek, producent muzyczny
- 1943:
  - Ian Kershaw, brytyjski historyk, wykładowca akademicki, pisarz
  - Grażyna Rytelewska, polska ekonomistka, wykładowczyni akademicka
- 1944:
  - Benedykta, duńska księżniczka
  - Christopher Jargocki, amerykański fizyk, pisarz pochodzenia polskiego
  - Francis Lee, angielski piłkarz (zm. 2023)
  - Werner Nekes, niemiecki reżyser filmów eksperymentalnych (zm. 2017)
- 1945:
  - Timothy Kirkhope, brytyjski prawnik, polityk
  - Tammi Terrell, amerykańska piosenkarka, kompozytorka (zm. 1970)
- 1946:
  - Rodney Frelinghuysen, amerykański polityk, kongresmen
  - Wayne Robson, kanadyjski aktor (zm. 2011)
  - Aleksander Wolszczan, polski radioastronom, astrofizyk, wykładowca akademicki
- 1947:
  - Stanisława Celińska, polska aktorka, piosenkarka
  - Ilma Čepāne, łotewska prawnik, polityk
  - Krzysztof Janiszowski, polski inżynier automatyk, wykładowca akademicki
  - Jim Ryun, amerykański lekkoatleta, średniodystansowiec
  - Tuimalealiʻifano Vaʻaletoa Sualauvi II, samoański polityk, głowa państwa
  - Zbigniew Zaleski, polski psycholog, polityk, eurodeputowany (zm. 2019)
- 1948:
  - Reb Brown, amerykański aktor
  - John Christensen, nowozelandzki hokeista na trawie
  - Andrzej Chrzanowski, polski polityk, poseł na Sejm RP
  - Michael Karoli, niemiecki gitarzysta, członek zespołu Can (zm. 2001)
- 1949:
  - Nikołaj Gontar, rosyjski piłkarz, bramkarz, trener
  - Haroun Kabadi, czadyjski polityk, premier Czadu
  - Robert Malinowski, polski polityk, samorządowiec, prezydent Grudziądza
  - Juan Odilón Martínez García, meksykański duchowny katolicki, biskup Atlacomulco
  - Anna Sieradzka, polska historyk sztuki (zm. 2023)
  - Arlette Zola, szwajcarska piosenkarka
- 1950:
  - Phillip Noyce, australijski reżyser filmowy
  - Bjarne Reuter, duński pisarz
  - Małgorzata Rożniatowska, polska aktorka
  - Debbie Stabenow, amerykańska polityk, senator
  - Antoni Szlagor, polski polityk, samorządowiec, burmistrz Żywca
- 1951:
  - Kwesi Bekoe Amissah-Arthur, ghański ekonomista, polityk, wiceprezydent (zm. 2018)
  - Ellen Crawford, amerykańska aktorka
  - Jean-Pierre Delville, belgijski duchowny katolicki, biskup Liège
  - Dale Earnhardt, amerykański kierowca wyścigowy (zm. 2001)
  - Ulises Antonio Gutiérrez Reyes, wenezuelski duchowny katolicki, arcybiskup Ciudad Bolívar
  - Michael Greenburg, amerykański scenarzysta i producent filmowy
  - Igor Mišina, słowacki duchowny luterański, biskup
  - Jon Stanhope, australijski polityk
  - Marie-Jo Zimmermann, francuska działaczka samorządowa, polityk
- 1952:
  - Rubens Galaxe, brazylijski piłkarz, trener
  - Barbara Hendricks, niemiecka polityk
  - David Icke, brytyjski pisarz, dziennikarz, teoretyk spiskowy
  - Edgardo Juanich, filipiński duchowny katolicki, wikariusz apostolski Tayta
  - Dean Kramer, amerykański pianista, pedagog
  - Ryszard Pusz, polski inżynier, przedsiębiorca, działacz opozycji antykomunistycznej
  - Dave Valentin, amerykański flecista jazzowy (zm. 2017)
- 1953:
  - Steele Bishop, australijski kolarz torowy i szosowy
  - D.M. Dassanayake, lankijski polityk (zm. 2008)
  - Jan A.P. Kaczmarek, polski kompozytor muzyki filmowej (zm. 2024)
  - Marvano, belgijski rysownik i ilustrator komiksów
  - Zbigniew Zychowicz, polski polityk, samorządowiec, marszałek województwa zachodniopomorskiego, senator RP (zm. 2016)
- 1954:
  - Russel E. Caflisch, amerykański matematyk
  - Jake Burton Carpenter, amerykański snowboardzista, przedsiębiorca (zm. 2019)
  - Stanisław Fal, polski polityk, poseł na Sejm RP
  - Marek Kusto, polski piłkarz
  - Andrei Mudrea, mołdawski malarz, rzeźbiarz, grafik (zm. 2022)
  - Jerry Seinfeld, amerykański satyryk, aktor kabaretowy
  - Marianne Stanley, amerykańska trenerka koszykarska
  - Margriet Zegers, holenderska hokeistka na trawie
- 1955:
  - Julie Hilling, brytyjska polityk
  - Leslie Jordan, amerykański aktor (zm. 2022)
  - Kate Mulgrew, amerykańska aktorka
  - Gino Quilico, kanadyjski śpiewak operowy (baryton)
  - Klaus Siebert, niemiecki biathlonista (zm. 2016)
  - Horia-Victor Toma, rumuński fizyk, pedagog, samorządowiec, polityk
  - Łarisa Udowiczenko, rosyjska aktorka
  - Jerzy Weyman, polski matematyk, wykładowca akademicki
  - Zé Carlos, brazylijski piłkarz, bramkarz
- 1956:
  - Wołodymyr Kuźmenko, ukraiński śpiewak operowy (tenor) (zm. 2018)
  - Clara Mochi, włoska florecistka
  - Kevin Moran, irlandzki piłkarz
  - Jerzy Mularczyk, polski aktor
  - Ernst Strasser, austriacki polityk
  - Ryszard Wieczorek, polski muzykolog, profesor nauk humanistycznych, wykładowca akademicki
- 1957:
  - Johnny Araya Monge, kostarykański polityk, burmistrz San José
  - Daniel Day-Lewis, brytyjski aktor
  - Wiesława Holocher, polska siatkarka
  - Patrick Kanner, francuski prawnik, polityk
  - Janusz Kotański, polski historyk, nauczyciel, urzędnik, dyplomata
  - Shūhei Nakamoto, japoński przedsiębiorca
  - Naomi Mataʻafa, samoańska polityk, premier Samoa
  - Sławomir Rogowski, polski dziennikarz, menedżer
  - Sofia Sakorafa, grecka lekkoatletka, oszczepniczka
  - Timothy Treadwell, amerykański ekolog (zm. 2003)
- 1958:
  - Giovanni Galli, włoski piłkarz, bramkarz
  - Laura Harrington, amerykańska aktorka
  - Michelle Pfeiffer, amerykańska aktorka, producentka filmowa
  - Martin Whitmarsh, brytyjski inżynier, dyrektor generalny McLaren Racing
  - Jerzy Żeligowski, polski lekkoatleta, skoczek w dal (zm. 2012)
- 1959:
  - László Dajka, węgierski piłkarz, trener
  - Hanna Palska, polska socjolog (zm. 2020)
  - Trond Sollied, norweski piłkarz
- 1960:
  - Mirosław Berliński, polski żużlowiec, trener
  - Andrew Miller, brytyjski pisarz
  - Sandra Morán, gwatemalska polityczka
  - Robert J. Sawyer, kanadyjski pisarz science fiction
  - Monika Świtaj, polska aktorka
- 1961:
  - Kévork Assadourian, libański duchowny katolicki, biskup pomocniczy Bejrutu
  - Gabriel Mato Adrover, hiszpański i kanaryjski polityk
  - Pål Gunnar Mikkelsplass, norweski biegacz narciarski
- 1962:
  - Janusz Adamiec, polski hokeista
  - Stephan Burger, niemiecki duchowny katolicki, arcybiskup metropolita Fryburga Bryzgowijskiego
  - Rob Druppers, holenderski lekkoatleta, średniodystansowiec
  - Vlado Lisjak, chorwacki zapaśnik
  - Polly Samson, brytyjska dziennikarka, pisarka
- 1963:
  - Mike Babcock, kanadyjski hokeista, trener
  - Jarosław Frączyk, polski generał brygady Straży Granicznej
  - Gerhard Haidacher, austriacki bobsleista
  - Małgorzata Leśniewicz, polska lekkoatletka, wieloboistka
  - Anna Pasikowska, polska pisarka
  - Hysen Zmijani, albański piłkarz
- 1964:
  - Jarosław Duda, polski socjolog, polityk, poseł na Sejm, senator RP i eurodeputowany
  - Alaksandr Malinouski, białoruski piłkarz ręczny, trener
  - Robert Reszke, polski tłumacz (zm. 2012)
  - Džej Ramadanovski, serbski piosenkarz (zm. 2020)
  - Mariusz Wilczyński, polski autor filmów animowanych
- 1965:
  - Jürgen Evers, niemiecki lekkoatleta, sprinter
  - Amy Krouse Rosenthal, amerykańska pisarka (zm. 2017)
  - Alfonso Fernández Mañueco, hiszpański polityk, prezydent Kastylii i Leónu
  - Felipe Miñambres, hiszpański piłkarz, trener
  - Łarisa Turczinska, rosyjska lekkoatletka, wieloboistka
  - Ivana Zemanová, czeska romanistka, polityk, pierwsza dama
- 1966:
  - Michael Alig, amerykański przestępca, morderca (zm. 2020)
  - Christian Friis Bach, duński ekonomista, wykładowca akademicki, polityk
  - Greg Christian, amerykański basista, kompozytor, członek zespołu Testament
  - Ludek Drizhal, amerykański kompozytor muzyki filmowej, producent muzyczny pochodzenia czeskiego
  - Irina Gierlic, kazachska koszykarka
  - Beata Olga Kowalska, polska aktorka, choreograf
  - Ramón Medina Bello, argentyński piłkarz
  - Artur Siedlarek, polski polityk, poseł na Sejm RP
  - Mychajło Stelmach, ukraiński piłkarz, trener (zm. 2025)
  - Vincent Ventresca, amerykański aktor
- 1967:
  - Attila Ábrahám, węgierski kajakarzy
  - Maciej Kaziński, polski muzykolog, śpiewak, multiinstrumentalista, kompozytor (zm. 2018)
  - Piotr Kosmala, polski kolarz szosowy, trener
  - Dorota Rucka, polska siatkarka
  - Egidijus Skarbalius, litewski polityk, działacz społeczny
  - Maciej Sobczak, polski gitarzysta, wokalista, członek zespołów: Hot Water i Boogie Chilli
  - Master P, amerykański raper
- 1968:
  - Néstor Fabbri, argentyński piłkarz
  - Kolinda Grabar-Kitarović, chorwacka polityk, prezydent Chorwacji
  - Michael Herbig, niemiecki komik, aktor, reżyser, scenarzysta i producent filmowy
  - Mariusz Podkościelny, polski pływak
  - Mark Strudal, duński piłkarz
- 1969:
  - Paul Adelstein, amerykański aktor pochodzenia żydowskiego
  - İzel Çeliköz, turecka piosenkarka
  - Chung Hoon, południowokoreański judoka
  - Philippe Ermenault, francuski kolarz torowy
  - Andrzej Golimont, polski dziennikarz, publicysta, samorządowiec
  - Markus Stangl, niemiecki szachista (zm. 2020)
- 1970:
  - Andre Agassi, amerykański tenisista pochodzenia irańsko-ormiańsko-asyryjskiego
  - Paweł Deląg, polski aktor, wokalista
  - Piotr Gontarczyk, polski politolog, historyk, publicysta
  - Carl Holst, duński nauczyciel, samorządowiec, polityk
  - Shane Parker, australijski żużlowiec
  - Julian Piotrowiak, polski basista, członek zespołów: Pidżama Porno i Świat Czarownic
  - Uma Thurman, amerykańska aktorka, modelka
- 1971:
  - Piotr Barełkowski, polski dziennikarz, producent filmowy, realizator i menedżer telewizyjny
  - Anja Karliczek, niemiecka polityk
  - Jurij Małyhin, ukraiński piłkarz, bramkarz, trener
  - Sam Michael, australijski inżynier, dyrektor sportowy w McLarenie
  - Jacek Moczadło, polski gitarzysta, członek zespołu Kobranocka
  - Darby Stanchfield, amerykańska aktorka
- 1972:
  - Fredrik Kempe, szwedzki wokalista, kompozytor
  - Derek Mears, amerykański aktor, kaskader
  - Marko Rehmer, niemiecki piłkarz
  - Anthony Rother, niemiecki twórca i wykonawca muzyki elektronicznej, producent muzyczny
  - Mariusz Siudek, polski łyżwiarz figurowy, trener
- 1973:
  - Miguel Ángel Falasca, hiszpański siatkarz (zm. 2019)
  - Jorge Garcia, amerykański aktor
  - Johan Hegg, szwedzki wokalista, członek zespołu Amon Amarth
  - Roland Heintze, niemiecki przedsiębiorca, polityk
  - Mike Hogan, irlandzki basista, członek zespołu The Cranberries
  - Martin Kesici, niemiecki piosenkarz, autor piosenek pochodzenia tureckiego
  - Igor Kornet, ukraiński funkcjonariusz milicji, separatysta
  - Helena Krasowska, polska językoznawczyni, wykładowczyni akademicka
  - Iwona Pyżalska, polska kajakarka
  - Albert Starikov, estoński bokser
- 1974:
  - Anggun, indonezyjska piosenkarka
  - Cléber, brazylijski piłkarz
  - Pascal Cygan, francuski piłkarz pochodzenia polskiego
  - Julian Knowle, austriacki tenisista
- 1975:
  - Artem Jaszkin, ukraiński piłkarz pochodzenia rosyjskiego
  - Stephan Käfer, niemiecki aktor
  - Mateusz Kusznierewicz, polski żeglarz sportowy
  - Fábio Luciano, brazylijski piłkarz
  - Wołodymyr Nikołajczuk, ukraiński pływak
  - Anna Orska, polska projektantka biżuterii
  - Jurij Szulman, amerykański szachista pochodzenia białoruskiego
- 1976:
  - Stephanie Aeffner, niemiecka polityk (zm. 2025)
  - Kelvin Jack, trynidadzko-tobagijski piłkarz, bramkarz
  - Aleksandra Kostka, polska aktorka, prezenterka telewizyjna
  - Fabio Liverani, włoski piłkarz
  - Maja Savić, czarnogórska piłkarka ręczna
  - Tamar Zandberg, izraelska polityk
- 1977:
  - Matt Bachand, amerykański muzyk, kompozytor, wokalista, inżynier dźwięku, producent muzyczny, członek zespołów: Shadows Fall, Act of Defiance, Times of Grace i Hatebreed
  - Sándor Bárdosi, węgierski zapaśnik
  - Joaquín Beltrán, meksykański piłkarz pochodzenia hiszpańskiego
  - Marcel Hacker, niemiecki wioślarz
  - Titus O’Neil, amerykański wrestler, futbolista
  - Andrius Skerla, litewski piłkarz
  - Petja Stawrewa, bułgarska dziennikarka, polityk, eurodeputowana (zm. 2024)
  - Razan Zajtuna, syryjska prawniczka, obrończyni praw człowieka
  - Attila Zsivoczky, węgierski lekkoatleta, wieloboista
- 1978:
  - Bob Bryan, amerykański tenisista
  - Mike Bryan, amerykański tenisista
  - Niko Kapanen, fiński hokeista
  - Tyler Labine, kanadyjski aktor
- 1979:
  - Jewgienij Afonin, rosyjski hokeista
  - Lee Dong-gook, południowokoreański piłkarz
  - Zsolt Lőw, węgierski piłkarz
  - Jo O’Meara, brytyjska aktorka, piosenkarka
  - Elvir Muriqi, kosowski bokser
  - Dennis Radtke, niemiecki związkowiec, polityk
  - Ryan Sharp, brytyjski kierowca wyścigowy
- 1980:
  - Kian Egan, irlandzki muzyk, wokalista, członek zespołu Westlife
  - Anna Kądziela, polska lekkoatletka, biegaczka długodystansowa
  - Patrick Staudacher, włoski narciarz alpejski
  - Mamary Traoré, malijski piłkarz
  - Magdalena Tul, polska piosenkarka, kompozytorka, autorka tekstów
- 1981:
  - Bre Blair, kanadyjska aktorka
  - Brian Dzingai, zimbabwejski lekkoatleta, sprinter
  - George McCartney, północnoirlandzki piłkarz
  - Émilie Mondor, kanadyjska lekkoatletka, biegaczka długodystansowa (zm. 2006)
  - Tom Smith, brytyjski muzyk, lider zespołu Editors[5]
  - Alex Vincent, amerykański aktor
  - Wen Juling, chińska zapaśniczka
- 1982:
  - Alaksandr Bahdanowicz, białoruski kajakarz, kanadyjkarz
  - Kinga Baran, polska siatkarka
  - Jekatierina Mariennikowa, rosyjska piłkarka ręczna
  - Carlos Martins, portugalski piłkarz
  - Raasin McIntosh, liberyjska lekkoatletka, płotkarka
  - Travis Smith, amerykański perkusista
- 1983:
  - David Lee, amerykański koszykarz
  - Semih Şentürk, turecki piłkarz
  - Jen Soska, kanadyjska reżyserka, scenarzystka i producentka filmowa
  - Sylvia Soska, kanadyjska reżyserka, scenarzystka i producentka filmowa
  - Aco Stojkow, macedoński piłkarz
- 1984:
  - Ana Cabecinha, portugalska lekkoatletka, chodziarka
  - Taylor Cole, amerykańska aktorka, modelka
  - Firass Dirani, australijski aktor
  - Lina Krasnorucka, rosyjska tenisistka
  - Krzysztof Wieszczek, polski aktor
- 1985:
  - Pawło Chudzik, ukraiński piłkarz (zm. 2015)
  - Łukasz Jałoza, polski siatkarz (zm. 2004)
  - Tomasz Maruszewski, polski prawnik, pisarz, muzyk
  - Elena Medel, hiszpańska poetka, pisarka
- 1986:
  - Michał Adamuszek, polski piłkarz ręczny
  - Excision, kanadyjski producent dubstep
  - Jan Fischer, niemiecki zapaśnik
  - Francesco Pisano, włoski piłkarz
  - Brandon Ríos, amerykański bokser pochodzenia meksykańskiego
- 1987:
  - Jeff Ayres, amerykański koszykarz
  - Alejandro Bedoya, amerykański piłkarz pochodzenia kolumbijskiego
  - Sara Errani, włoska tenisistka
  - Alicia Morton, amerykańska aktorka, piosenkarka
  - Suelle Oliveira, brazylijska siatkarka
  - Aleksiej Połtoranin, kazachski biegacz narciarski
  - Christian Reitz, niemiecki strzelec sportowy
  - Robert Urbanek, polski lekkoatleta, dyskobol
- 1988:
  - Jeff Batchelor, kanadyjski snowboardzista
  - Cameron Girdlestone, australijski wioślarz
  - Elías Hernández, meksykański piłkarz
  - Wiera Klimowicz, białoruska siatkarka
  - Jan Kudlička, czeski lekkoatleta, tyczkarz
  - Taoufik Makhloufi, algierski lekkoatleta, średniodystansowiec
  - Julian Reus, niemiecki lekkoatleta, sprinter
  - Jonathan Toews, kanadyjski hokeista
- 1989:
  - Guido Burgstaller, austriacki piłkarz
  - Foxes, brytyjska piosenkarka, autorka tekstów
  - Dimitris Minasidis, cypryjski sztangista
  - Samba Sow, malijski piłkarz
  - Domagoj Vida, chorwacki piłkarz
- 1990:
  - Nadine Broersen, holenderska lekkoatletka, wieloboistka
  - Loick Essien, brytyjski piosenkarz pochodzenia nigeryjsko-ghańskiego
  - James Faulkner, australijski krykiecista
  - Chris Johnson, amerykański koszykarz
  - Anthony Moris, luksemburski piłkarz, bramkarz
  - Christopher Schindler, niemiecki piłkarz
  - Tanja Šmid, słoweńska pływaczka
  - Kristinn Steindórsson, islandzki piłkarz
- 1991:
  - Carlos Barbero, hiszpański kolarz szosowy
  - Misaki Doi, japońska tenisistka
  - Antton Haramboure, francuski pływak
  - Jewgienij Iwannikow, rosyjski hokeista
  - Kim Hee-jin, południowokoreańska siatkarka
  - Adam Smith, angielski piłkarz
- 1992:
  - Sam Deroo, belgijski siatkarz
  - Cristian Toro, hiszpański kajakarz
- 1993:
  - Obi Emegano, nigerysjki koszykarz
  - Janis Janiotas, grecki piłkarz
  - Liao Lisheng, chiński piłkarz
  - Diana Reyes, portorykańska siatkarka
  - Magdalena Puter, polska koszykarka
- 1994:
  - Reza Alipour, irański wspinacz sportowy
  - Stephen Milne, brytyjski pływak
  - Valerie Nichol, amerykańska siatkarka
  - Casper Nielsen, duński piłkarz
  - Xavier Rathan-Mayes, kanadyjski koszykarz
  - Christina Shakovets, niemiecka tenisistka
  - Antwan Tolhoek, holenderski kolarz szosowy
- 1995:
  - Borisław Conew, bułgarski piłkarz
  - Dawid Kort, polski piłkarz
  - Rivaldinho, brazylijski piłkarz
  - Wiktorija Sinicyna, rosyjska łyżwiarka figurowa
  - Aleksandra Skraba, polska aktorka
- 1996:
  - Katherine Langford, australijska aktorka
  - María Pérez García, hiszpańska lekkoatletka, chodziarka
- 1997:
  - Annika Fuchs, niemiecka lekkoatletka, oszczepniczka
  - Lucas Tousart, francuski piłkarz
- 1998:
  - Kimberly Birrell, australijska tenisistka
  - Agata Buczkowska, polska wokalistka, członkini zespołu Ich Troje
  - Jakub Bulski, polski piłkarz ręczny
  - Agata Kaczmarska, polska pięściarka
  - Mallory Pugh, amerykańska piłkarka
- 1999:
  - Luka Gugeszaszwili, gruziński piłkarz, bramkarz
  - Bo Kanda Lita Baehre, niemiecki lekkoatleta, tyczkarz pochodzenia kongijskiego
  - Władysław Wakuła, ukraiński piłkarz
- 2000:
  - Karolína Fričová, słowacka siatkarka
  - Rhyne Howard, amerykańska koszykarka
  - Huang Jui-chi, tajwański zapaśnik
  - Santiago Núñez, argentyński piłkarz
  - Olesia Pierwuszyna, rosyjska tenisistka
  - Naomi Ruike, japońska zapaśniczka
- 2001:
  - Danilo, brazylijski piłkarz
  - Johannes Pietsch, austriacki piosenkarz, autor tekstów
  - Dawid Szot, polski piłkarz
- 2002:
  - Adrian Thon Gundersrud, norweski skoczek narciarski
  - Jordan Hawkins, amerykański koszykarz
  - Martyna Jancelewicz, polska pięściarka
  - Sinja Kraus, austriacka tenisistka
  - Eric Martel, niemiecki piłkarz
  - Jonni Sarkkinen, fiński zapaśnik
  - Alicja Szemplińska, polska piosenkarka
- 2003:
  - Maud Angelica Behn, norweska księżniczka
  - Holger Rune, duński tenisista
  - Abd ar-Rahman Ahmad Ali Muhammad Umar, egipski zapaśnik
- 2005:
  - Aarón Anselmino, argentyński piłkarz
  - Gavin Beavers, amerykański piłkarz, bramkarz
  - Dipangkorn Rasmijoti, tajski książę, następca tronu
- 2006 – Xochitl Gomez, amerykańska aktorka pochodzenia meksykańskiego
- 2007:
  - Mirra Andriejewa, rosyjska tenisistka
  - Zofia Burbon, hiszpańska infantka

## Zmarli
- 1282 – Guillaume de Bray, francuski kardynał, poeta, uczony (ur. ?)
- 1326 – Blanka Burgundzka, królowa Francji (ur. ok. 1296)
- 1380 – Katarzyna ze Sieny, włoska mistyczka, święta (ur. 1347)
- 1417 – Ludwik II, książę Andegaweni, hrabia Maine i Prowansji, Forcalquier i Piemontu (ur. 1377)
- 1488 – Wacław, książę żagański (ur. ?)
- 1539 – Filip, infant portugalski (ur. 1533)
- 1559 – Franciszek Otto, książę Lüneburga-Celle (ur. 1530)
- 1566 – Jean Suau, francuski duchowny katolicki, biskup Mirepoix, kardynał (ur. 1503)
- 1579 – Diego de Landa, hiszpański duchowny katolicki, biskup Jukatanu (ur. 1524)
- 1608 – Maria Anna, księżniczka bawarska, arcyksiężna austriacka (ur. 1551)
- 1613 – Michał Konarski, polski szlachcic, polityk, wojewoda pomorski, sekretarz królewski (ur. ok. 1557)
- 1617 – Michał Działyński, polski szlachcic, polityk, dyplomata (ur. ok. 1560)
- 1623 – Joachim Fryderyk von Mansfeld, niemiecki hrabia, dowódca wojskowy (ur. 1581)
- 1639 – Kryszpin Kirszensztein, polski szlachcic, polityk (ur. ?)
- 1655 – Cornelis Schut, holenderski malarz (ur. 1597)
- 1657 – Jacques Stella, francuski malarz (ur. 1596)
- 1658 – John Cleveland, angielski poeta (ur. 1613)
- 1663 – Małgorzata Jolanta, księżniczka sabaudzka, księżna Parmy i Piacenzy (ur. 1635)
- 1675 – Matouš Ferdinand Sobek z Bílenberka, czeski duchowny katolicki, biskup hradecki, arcybiskup metropolita praski i prymas Czech (ur. 1618)
- 1676 – Michiel de Ruyter, holenderski admirał (ur. 1607)
- 1678 – Jan Ludwik Strzesz, polski duchowny katolicki, archidiakon chełmiński, prawnik, sekretarz królewski (ur. 1610)
- 1680 – Nicolas Cotoner, wielki mistrz zakonu joannitów (ur. 1608)
- 1695 – Jan Karol Dolski, marszałek wielki litewski, marszałek nadworny litewski, podczaszy wielki litewski, starosta piński (ur. 1637)
- 1703 – Kazimierz Władysław Sapieha, polski wojskowy, polityk (ur. 1650)
- 1707 – George Farquhar, angielski dramaturg pochodzenia irlandzkiego (ur. ok. 1678)
- 1712 – Juan Cabanilles, hiszpański organista, kompozytor (ur. 1644)
- 1754 – Giovanni Battista Piazzetta, włoski malarz, grafik, rytownik (ur. 1682)
- 1768 – Georg Brandt, szwedzki chemik (ur. 1694)
- 1771 – Bartolomeo Rastrelli, włoski architekt (ur. 1700)
- 1777 – Antonio Joli, włoski malarz (ur. ok. 1700)
- 1783 – Bernardo Tanucci, włoski polityk (ur. 1698)
- 1793:
  - Ezechiel Landau, czeski rabin (ur. 1713)
  - (lub 21 kwietnia) John Michell, brytyjski pastor, fizyk, astronom, geolog (ur. 1724)
- 1798 – Nikolaus Poda von Neuhaus, austriacki jezuita, entomolog (ur. 1723)
- 1803 – Thomas Jones, walijski malarz (ur. 1742)
- 1807 – Ludwik Fryderyk II, książę Schwarzburg-Rudolstadt (ur. 1767)
- 1823 – Dwight Foster, amerykański prawnik, polityk (ur. 1757)
- 1824 – Maria Magdalena od Wcielenia, włoska zakonnica, błogosławiona (ur. 1770)
- 1827 – Rufus King, amerykański prawnik, dyplomata, polityk (ur. 1755)
- 1841:
  - Aloysius Bertrand, francuski poeta pochodzenia włoskiego (ur. 1807)
  - Antoni Kim Sŏng-u, koreański męczennik i święty katolicki (ur. 1794)
- 1843 – Leopold Chludziński, polski duchowny katolicki, pedagog (ur. 1775)
- 1851 – Jan Gołąbecki, polski żołnierz, superstulatek (ur. 1730)
- 1854 – Henry Paget, brytyjski arystokrata, wojskowy, polityk (ur. 1768)
- 1857 – Karol Lucjan Bonaparte, francuski książę, zoolog, ornitolog (ur. 1803)
- 1861 – José María Obando, kolumbijski polityk, prezydent Republiki Nowej Grenady (ur. 1795)
- 1864:
  - Charles-Julien Brianchon, francuski matematyk (ur. 1783)
  - Abraham Gesner, kanadyjski wynalazca, geolog, lekarz (ur. 1797)
- 1870:
  - Anatoli Demidow di San Donato, rosyjski hrabia, książę toskański, geograf, mecenas sztuki (ur. 1813)
  - Juan Cristósomo Falcón, wenezuelski wojskowy, polityk, prezydent Wenezueli (ur. 1820)
- 1880 – Franz Eybl, austriacki malarz, litograf (ur. 1806)
- 1882 – John Nelson Darby, brytyjski duchowny anglikański, następnie jeden z inicjatorów ruchu braci plymuckich (ur. 1800)
- 1883 – Hermann Schulze-Delitzsch, niemiecki działacz spółdzielczy, polityk (ur. 1808)
- 1886 – Faustyn Juliusz Cengler, polski rzeźbiarz (ur. 1828)
- 1888 – Nikołaj Kryżanowski, rosyjski generał-adiutant (ur. 1818)
- 1891 – James Gamble, amerykański przemysłowiec pochodzenia irlandzkiego (ur. 1803)
- 1893:
  - Józef Franciszek Bliziński, polski dramaturg, komediopisarz (ur. 1827)
  - Aleksander Littich, polski weterynarz, pedagog, działacz gospodarczy, major w powstaniu styczniowym (ur. 1842)
- 1900 – Izrael Poznański, polski przedsiębiorca pochodzenia żydowskiego (ur. 1833)
- 1901 – Izaak Mikołaj Isakowicz, polski duchowny obrządku ormiańskiego, arcybiskup lwowski, filantrop, pisarz, teolog (ur. 1824)
- 1905 – Ignacio Cervantes, kubański pianista, kompozytor (ur. 1847)
- 1909 – Aleksander Moldenhawer, polski prawnik, sędzia, działacz społeczny pochodzenia norweskiego (ur. 1840)
- 1911 – Jerzy II, książę Schaumburg-Lippe (ur. 1846)
- 1912 – Antoni Kazimierz Blikle, polski cukiernik pochodzenia szwajcarskiego (ur. 1844)
- 1913:
  - Andreas Flocken, niemiecki przedsiębiorca, wynalazca (ur. 1845)
  - Erich Schmidt, niemiecki filolog, historyk literatury, wykładowca akademicki (ur. 1853)
- 1914 – Paul Mauser, niemiecki konstruktor broni strzeleckiej (ur. 1838)
- 1915 – Salvador Viniegra, hiszpański malarz (ur. 1862)
- 1916 – Michael O’Rahilly, irlandzki republikanin (ur. 1875)
- 1917 – Zygmunt Ajdukiewicz, polski malarz (ur. 1861)
- 1918:
  - Richard Kandt, niemiecki lekarz, badacz Afryki pochodzenia żydowskiego (ur. 1867)
  - Barbu Ștefănescu Delavrancea, rumuński poeta, prozaik, polityk (ur. 1858)
- 1920 – Władysław Leon Sapieha, polski książę, ziemianin, polityk (ur. 1853)
- 1921:
  - Adam Ostrowski, polski śpiewak operowy (bas), reżyser teatralny i kierownik teatru (ur. 1872 lub 73)
  - Annie Edson Taylor, amerykańska nauczycielka, kaskaderka (ur. 1838)
  - Emmeline B. Wells, amerykańska dziennikarka, edytorka, działaczka na rzecz praw kobiet, pisarka, poetka (ur. 1828)
- 1922 – Franciszek Bylicki, polski muzyk, pedagog, literat, uczestnik powstania styczniowego (ur. 1845)
- 1923:
  - Rudolf Lew, polski oficer, kawaler Virtuti Militari (ur. 1898)
  - Mieczysław Mniszek, polski ziemianin, oficer, polityk (ur. 1844)
- 1925 – Wojciech Ślączka, polski prawnik, adwokat, oficer, radny powiatowy i miejski w Sanoku, działacz niepodległościowy i społeczny (ur. 1851)
- 1928:
  - Heinrich Federer, szwajcarski pisarz (ur. 1866)
  - Purnananda, indyjski jogin (ur. 1834)
  - Jan Sztolcman, polski zoolog, ornitolog, podróżnik (ur. 1854)
- 1930:
  - Władysław Grabowski, polski hrabia, pułkownik piechoty (ur. 1890)
  - Hipolit Oleszyński, polski badacz Pisma Świętego (ur. 1857)
  - Maria Poliduri, grecka poetka (ur. 1902)
- 1931 – Jewfimij Karski, rosyjski slawista, etnograf, folklorysta, paleograf, archeograf, bibliograf, wykładowca akademicki (ur. 1860)
- 1932 – Ulrich Hübner, niemiecki malarz (ur. 1872)
- 1933:
  - Artur Ferencowicz, polski bankier (ur. ok. 1864)
  - Konstandinos Kawafis, grecki poeta (ur. 1863)
- 1935 – Leroy Carr, amerykański wokalista, kompozytor, pianista (ur. 1905)
- 1937:
  - Wallace Carothers, amerykański chemik, wynalazca (ur. 1896)
  - Carmelo Delgado Delgado, portorykański porucznik (ur. 1913)
  - Sam Sandi, polski zawodowy zapaśnik, powstaniec wielkopolski pochodzenia afrykańskiego (ur. 1885)
- 1938:
  - Wacław Gańcza, polski kupiec, literat, publicysta, działacz ruchu muzycznego (ur. 1882)
  - Stanisław Kaliszek, polski generał brygady (ur. 1863)
- 1939 – Charles Dixon, brytyjski tenisista (ur. 1873)
- 1940 – Juliusz Padlewski-Skorupka, polski podpułkownik piechoty (ur. 1884)
- 1942:
  - Marian Pisarek, polski pilot wojskowy, as myśliwski (ur. 1912)
  - Alojzy Wojtalewicz, polski urzędnik, działacz narodowy (ur. 1892)
  - James Young, amerykański polityk (ur. 1866)
- 1943:
  - Philip Mack, brytyjski kontradmirał (ur. 1892)
  - Wilhelm Schlenk, niemiecki chemik, wykładowca akademicki (ur. 1879)
- 1944:
  - Józef Klukowski, polski rzeźbiarz (ur. 1894)
  - Bernardino Machado, portugalski polityk, premier i prezydent Portugalii (ur. 1851)
  - Aleksiej Nowikow-Priboj, rosyjski marynarz, pisarz-marynista (ur. 1877)
  - Ludwik Szperl, polski chemik, wykładowca akademicki (ur. 1879)
- 1945:
  - Hermann Fegelein, niemiecki SS-Gruppenführer (ur. 1906)
  - Sonia Horn, polska harcerka, działaczka polskiego podziemia (ur. 1923)
  - Matthias Kleinheisterkamp, niemiecki SS-Obergruppenführer (ur. 1893)
  - Hein Müller, niemiecki bokser (ur. 1903)
  - Achille Starace, włoski podporucznik, polityk faszystowski (ur. 1889)
  - Aleksander Emil Ulrych, polski przedsiębiorca, polityk, poseł na Sejm RP (ur. 1886)
  - Adriano Visconti, włoski pilot wojskowy, as myśliwski (ur. 1915)
- 1947:
  - Karel Čurda, czeski plutonowy, kolaborant (ur. 1911)
  - Irving Fisher, amerykański ekonomista (ur. 1867)
- 1951:
  - Ospan Batyr, kazachski działacz narodowowyzwoleńczy (ur. 1899)
  - Gerald Logan, angielski hokeista na trawie (ur. 1879)
  - Ludwig Wittgenstein, austriacki filozof, pedagog pochodzenia żydowskiego (ur. 1889)
- 1953:
  - Moïse Kisling, francuski malarz, grafik pochodzenia polsko-żydowskiego (ur. 1891)
  - Józef Sanojca, polski działacz ludowy, polityk, poseł na Sejm RP (ur. 1887)
- 1955 – Mieczysław Szleyen, polski chemik, dziennikarz, działacz komunistyczny (ur. 1905)
- 1956:
  - Harold Bride, brytyjski radiooficer, członek załogi „Titanica” (ur. 1890)
  - Wilhelm von Leeb, niemiecki feldmarszałek (ur. 1876)
- 1957 – Itala Mela, włoska mistyczka, błogosławiona (ur. 1904)
- 1959 – Kenneth Arthur Noel Anderson, brytyjski generał (ur. 1891)
- 1960 – Colin Stanley Gum, australijski astronom (ur. 1924)
- 1961 – Simak Sahakian, ormiański polityk komunistyczny (ur. 1879)
- 1962:
  - Giuseppe Petrelli, włoski duchowny katolicki, misjonarz, nuncjusz apostolski, biskup Lipy na Filipinach (ur. 1873)
  - Massimo Pilotti, włoski prawnik, sędzia, dyplomata (ur. 1879)
- 1963 – Franciszek Dindorf-Ankowicz, polski generał brygady (ur. 1888)
- 1964 – J.M. Kerrigan, irlandzki aktor (ur. 1884)
- 1965:
  - Aleksandr Kapustin, radziecki dyplomata (ur. 1896)
  - Mieczysław Lubelski, polski rzeźbiarz (ur. 1887)
- 1966:
  - Eugene O’Brien, amerykański aktor (ur. 1880)
  - Sylvio Lagreca, brazylijski piłkarz, trener (ur. 1895)
- 1968:
  - Nikołaj Kłykow, radziecki generał porucznik (ur. 1888)
  - Wojciech Świętosławski, polski fizykochemik, wykładowca akademicki, polityk, senator RP, minister wyznań religijnych i oświecenia publicznego (ur. 1881)
- 1969:
  - Julius Katchen, amerykański pianista pochodzenia żydowskiego (ur. 1926)
  - Jan Walewski, polski publicysta, działacz społeczny, polityk, poseł na Sejm RP (ur. 1892)
- 1971 – Otto Lasch, niemiecki generał (ur. 1893)
- 1972 – Ntare V Ndizeye, władca (mwami) Burundi (ur. 1947)
- 1973:
  - Hanna Chrzanowska, polska pielęgniarka, błogosławiona (ur. 1902)
  - Marian Minor, polski polityk, poseł na Sejm RP, minister, prezydent Łodzi (ur. 1902)
- 1975:
  - Torleiv Corneliussen, norweski żeglarz sportowy (ur. 1890)
  - Stjepan Gomboš, chorwacki architekt pochodzenia żydowskiego (ur. 1895)
- 1976 – Johan Willem Beyen, holenderski bankier, przedsiębiorca, polityk (ur. 1897)
- 1978:
  - Vito Maria Buscaino, włoski psychiatra, wykładowca akademicki (ur. 1887)
  - Robert Debré, francuski pediatra pochodzenia żydowskiego (ur. 1882)
  - Theo Helfrich, niemiecki kierowca wyścigowy (ur. 1913)
  - Nikołaj Sorokin, radziecki polityk (ur. 1903)
  - Yukihiko Yasuda, japoński malarz (ur. 1884)
- 1980:
  - Magnus Hellström, szwedzki żeglarz sportowy (ur. 1900)
  - Alfred Hitchcock, brytyjski aktor, reżyser i producent filmowy (ur. 1899)
- 1981 – Jules C. Stein, amerykański lekarz, przedsiębiorca (ur. 1896)
- 1982 – Hans Jenisch, niemiecki komandor, dowódca okrętów podwodnych (ur. 1913)
- 1984:
  - Karol Estreicher (młodszy), polski historyk sztuki, encyklopedysta, pisarz, publicysta, wykładowca akademicki (ur. 1906)
  - Baltzar von Platen, szwedzki inżynier, wynalazca (ur. 1898)
  - Sulo Salmi, fiński gimnastyk (ur. 1914)
- 1986 – Andrzej Wilkoński, polski ekonomista, matematyk, wykładowca akademicki (ur. 1910)
- 1987:
  - Gus Johnson, amerykański koszykarz (ur. 1938)
  - Angelo Scalzone, włoski strzelec sportowy (ur. 1931)
  - Harry Wolff, szwedzki bokser (ur. 1905)
- 1989 – Marlene Elejalde, kubańska lekkoatletka, płotkarka, sprinterka i wieloboistka (ur. 1951)
- 1990:
  - Jacek Bednarek, polski kompozytor, kontrabasista jazzowy (ur. 1944)
  - Max Bense, niemiecki filozof, semiotyk, logik, fizyk, pisarz (ur. 1910)
- 1991 – Andrzej Tomaszewicz, polski statystyk, programista (ur. 1938)
- 1993:
  - Anna Kutrzeba-Pojnarowa, polska etnografka (ur. 1913)
  - Mick Ronson, brytyjski gitarzysta (ur. 1946)
- 1994:
  - Marcel Bernard, francuski tenisista (ur. 1914)
  - Russell Kirk, amerykański teoretyk polityki, historyk, krytyk społeczny i literacki, pisarz science fiction (ur. 1918)
- 1995:
  - Stanisław Gajewski, polski dyplomata, urzędnik państwowy (ur. 1912)
  - Danuta Gierulanka, polska filozof, matematyk, wykładowczyni akademicka (ur. 1909)
  - Charles McGinnis, amerykański lekkoatleta, tyczkarz (ur. 1906)
- 1996:
  - Mario David, francuski aktor (ur. 1927)
  - Giennadij Obaturow, radziecki generał armii (ur. 1914)
- 1997 – Mike Royko, amerykański dziennikarz, felietonista pochodzenia ukraińskiego (ur. 1932)
- 1998 – Harold Devine, amerykański bokser (ur. 1909)
- 1999 – Arvo Viitanen, fiński biegacz narciarski (ur. 1924)
- 2000:
  - Antonio Buero Vallejo, hiszpański dramatopisarz (ur. 1916)
  - Phạm Văn Đồng, wietnamski polityk, premier Wietnamu (ur. 1906)
  - Ireneusz Sekuła, polski polityk, minister pracy i polityki socjalnej, wicepremier PRL, poseł na Sejm RP (ur. 1943)
- 2001
  - Barend Biesheuvel, holenderski polityk, premier Holandii (ur. 1920)
  - Andy Phillip, amerykański koszykarz (ur. 1922)
- 2002:
  - Sune Andersson, szwedzki piłkarz (ur. 1921)
  - Ihar Hiermianczuk, białoruski dziennikarz, polityk (ur. 1961)
- 2003:
  - Janko Bobetko, chorwacki generał (ur. 1919)
  - Wasilij Tołstikow, radziecki i rosyjski polityk, dyplomata (ur. 1917)
  - Andrzej Zieliński, polski fizyk, wykładowca akademicki (ur. 1938)
- 2004:
  - Amado Avendaño, meksykański dziennikarz, polityk (ur. 1938)
  - Nick Joaquin, filipiński poeta, dramaturg, eseista, historyk (ur. 1917)
  - Sid Smith, kanadyjski hokeista (ur. 1925)
- 2005 – William Joseph Bell, amerykański scenarzysta filmowy (ur. 1927)
- 2006:
  - John Kenneth Galbraith, kanadyjsko-amerykański ekonomista (ur. 1908)
  - Włodzimierz Nieporęt, polski polityk (ur. 1944)
  - Erich Selbmann, niemiecki dziennikarz (ur. 1926)
- 2007:
  - Milt Bocek, amerykański baseballista (ur. 1912)
  - Kazimierz Majdański, polski duchowny katolicki, arcybiskup szczecińsko-kamieński (ur. 1916)
  - Joseph Nérette, haitański prawnik, polityk, p.o. prezydenta Haiti (ur. 1924)
  - Ivica Račan, chorwacki polityk, premier Chorwacji (ur. 1944)
- 2008:
  - Bo Yang, tajwański pisarz, historyk, więzień polityczny (ur. 1920)
  - Willi Egger, austriacki skoczek narciarski (ur. 1932)
  - Albert Hofmann, szwajcarski chemik (ur. 1906)
  - Charles Tilly, amerykański historyk, socjolog, politolog (ur. 1929)
- 2009:
  - Jan Stanisław Bogusz, polski pedagog (ur. 1928)
  - Theodore Heck, amerykański duchowny katolicki, benedyktyn (ur. 1901)
  - Sławomir Kuczkowski, polski aktor, reżyser, poeta, animator kultury (ur. 1965)
- 2010:
  - Johannes Fritsch, niemiecki kompozytor i altowiolista (ur. 1941)
  - Barbara Gawdzik-Brzozowska, polska malarka, grafik, ilustratorka (ur. 1927)
  - Ryszard Matuszewski, polski eseista, krytyk literacki, tłumacz (ur. 1914)
  - Audrey Williamson, brytyjska lekkoatletka, sprinterka (ur. 1926)
- 2011:
  - Waldemar Baszanowski, polski sztangista (ur. 1935)
  - Krystyna Bednarczyk, polska poetka (ur. 1923)
  - Robert Blackford Duncan, amerykański polityk (ur. 1920)
  - Jerzy Salmonowicz, polski chemik, działacz opozycji antykomunistycznej (ur. 1925)
- 2012:
  - Wiesław Chrzanowski, polski adwokat, profesor nauk prawnych, żołnierz AK, polityk, minister sprawiedliwości i prokurator generalny, marszałek Sejmu RP (ur. 1923)
  - Szukri Ghanim, libijski polityk, premier Libii (ur. 1942)
  - Joel Goldsmith, amerykański kompozytor (ur. 1957)
  - Joram Lindenstrauss, izraelski matematyk (ur. 1936)
  - Amarillo Slim, amerykański pokerzysta (ur. 1928)
- 2013 – Mariana Zachariadi, grecka lekkoatletka, tyczkarka (ur. 1990)
- 2014:
  - Iveta Bartošová, czeska piosenkarka, aktorka (ur. 1966)
  - Krystyna Bobrowska, polska teatrolog, działaczka społeczna (ur. 1924)
  - Aleksandra Dranka, polska superstulatka (ur. 1903)
  - Bob Hoskins, brytyjski aktor, reżyser (ur. 1942)
  - Walter Walsh, amerykański agent FBI, instruktor strzelectwa (ur. 1907)
- 2015:
  - Giovanni Canestri, włoski duchowny katolicki, arcybiskup Genui i Cagliari, kardynał (ur. 1918)
  - Valmir Louruz, brazylijski piłkarz, trener (ur. 1944)
  - Wartan Militosjan, ormiański sztangista (ur. 1950)
  - Anna Sabbat, polska pierwsza dama, działaczka emigracyjna (ur. 1924)
- 2016:
  - Ryszard Ćwikliński, polski architekt i urbanista (ur. 1929)[6]
  - Hilarius Moa Nurak, indonezyjski duchowny katolicki, biskup Pangkal-Pinang (ur. 1943)
  - Wojciech Zagórski, polski aktor (ur. 1928)
- 2017:
  - Diego Natale Bona, włoski duchowny katolicki, biskup Porto-Santa Rufina i Saluzzo (ur. 1926)
  - Andrzej Ellmann, polski piosenkarz, kompozytor, aranżer, producent muzyczny (ur. 1951)
  - Wiktor Osiatyński, polski pisarz, prawnik, socjolog (ur. 1945)
  - Ueli Steck, szwajcarski himalaista, alpinista (ur. 1976)
- 2018:
  - Ewa Dyakowska-Berbeka, polska malarka, graficzka, scenografka (ur. 1957)
  - Luis García Meza Tejada, boliwijski wojskowy, polityk, prezydent Boliwii (ur. 1929)
  - Michael Martin, brytyjski polityk (ur. 1945)
- 2019:
  - Wojciech Królikowski, polski fizyk (ur. 1926)
  - Rodrigues Neto, brazylijski piłkarz, trener (ur. 1949)
  - John Singleton, amerykański reżyser, scenarzysta i producent filmowy (ur. 1968)
  - Josef Šural, czeski piłkarz (ur. 1990)
- 2020:
  - Philippe Breton, francuski duchowny katolicki, biskup Aire i Dax (ur. 1936)
  - Trevor Cherry, angielski piłkarz, trener, komentator sportowy (ur. 1948)
  - Irrfan Khan, indyjski aktor (ur. 1967)
  - Jānis Lūsis, łotewski lekkoatleta, oszczepnik (ur. 1939)
  - Andrzej Skorupiński, polski lekkoatleta, płotkarz (ur. 1944)
  - Maj Sjöwall, szwedzka pisarka (ur. 1935)
  - Giacomo dalla Torre del Tempio di Sanguinetto, włoski historyk sztuki, Wielki Mistrz Zakonu Maltańskiego (ur. 1944)
- 2021:
  - Anne Buydens, amerykańska producentka filmowa (ur. 1919)
  - Kazimierz Kord, polski dyrygent (ur. 1930)
  - Frank McRae, amerykański aktor (ur. 1944)
  - Muhammad ibn Talal, jordański książę, generał (ur. 1940)
  - Zhang Enhua, chiński piłkarz (ur. 1973)
- 2023:
  - Nicolae Neagoe, rumuński bobsleista (ur. 1941)
  - Jurij Petrow, rosyjski piłkarz (ur. 1974)
- 2024:
  - Mychajło Fomenko, ukraiński piłkarz, trener (ur. 1948)
  - Luis Mendoza, wenezuelski piłkarz, trener (ur. 1945)
  - Sérgio Ribeiro, portugalski ekonomista, działacz komunistyczny, polityk, eurodeputowany (ur. 1935)
  - Fernando Suárez González, hiszpański prawnik, wykładowca akademicki, polityk, minister pracy, wicepremier, eurodeputowany (ur. 1933)
  - Gerhard Weisenberger, niemiecki zapaśnik (ur. 1952)
- 2025:
  - Owen Dolan, nowozelandzki duchowny katolicki, biskup Palmerston North (ur. 1928)
  - Valeriu Tabără, rumuński agronom, wykładowca akademicki, polityk, minister rolnictwa (ur. 1949)